# Animal Collective
Animal Collective er en anerkendt og anmelderrost musikgruppe der i øjeblikket er baseret i New York, men som oprindeligt har sit udspring i Baltimore, Maryland. Gruppen består af Avey Tare (David Portner), Panda Bear (Noah Lennox), Deakin, eller Deacon (Josh Dibb) samt Geologist (Brian Weitz). Udgivelser under navnet Animal Collective kan dække over en udgivelse fra nogle eller alle disse medlemmer, det vil sige at gruppen arbejder med et løst lineup. Genremæssigt er de svære at definere, da de eksperimenterer ekstraordinært meget med stilarter og koncepter fra album til album. Gruppen driver desuden pladeselskabet Paw Tracks, hvorpå de udgiver deres eget og andres materiale.

## Diskografi

### Studiealbums
| Titel                                        | Udgivelsesdato     | Pladeselskab   | Evt. chartplacering           |
| -------------------------------------------- | ------------------ | -------------- | ----------------------------- |
| Spirit They're Gone, Spirit They've Vanished | August 2000        | Animal         |                               |
| Danse Manatee                                | Juli 2001          | Catsup Plate   |                               |
| Campfire Songs                               | Marts 2003         | Catsup Plate   |                               |
| Here Comes the Indian                        | 17. juni 2003      | Paw Tracks     |                               |
| Sung Tongs                                   | 3. maj 2004        | FatCat Records |                               |
| Feels                                        | 18. oktober 2005   | FatCat Records |                               |
| Strawberry Jam                               | 10. september 2007 | Domino Records | USA: #72                      |
| Merriweather Post Pavilion                   | 20. januar 2009    | Domino Records | USA: #13, Storbritannien: #26 |
| Centipede Hz                                 | 2012               | Domino Records |                               |
| Painting With                                | 2016               | Domino Records |                               |
| Time Skiffs                                  | 2022               | Domino Records |                               |